# Dorcadion afflictum
Dorcadion afflictum är en skalbaggsart som beskrevs av Carlo Pesarini och Andrea Sabbadini 1998. Dorcadion afflictum ingår i släktet Dorcadion och familjen långhorningar. Inga underarter finns listade i Catalogue of Life.